# Tignac
Tignac är en kommun i departementet Ariège i regionen Occitanien i södra Frankrike. Kommunen ligger i kantonen Ax-les-Thermes som ligger i arrondissementet Foix. År 2022 hade Tignac 20 invånare.

## Befolkningsutveckling
Antalet invånare i kommunen Tignac
Referens: INSEE